# Gugumus
Louis et Modeste Gugumus sont deux frères, anciens employés de l'entreprise d'horlogerie Ungerer à Strasbourg, et ayant fondé leur propre entreprise d'horloges de clocher dans les années 1860.

## Éléments biographiques
Modeste Ignace Gugumus est né le 16 avril 1839 à Mutzig (Bas-Rhin). Son frère Louis est né le 25 avril 1846 à Mutzig (Bas-Rhin). Ils sont les fils de Ignace Gugumus, tailleur de pierre, et Madeleine Girolt, mariés à Mutzig le 15 mai 1838. Modeste Ignace Gugumus décède à Nancy le 12 novembre 1896, tandis que Louis y décède le 21 août 1902,. 
La revue Le Chauffeur du 14 janvier 1897 relate le décès d'un certain André Gugumus, mais il s'agit d'une coquille pour Modeste Gugumus. On ne trouve d'ailleurs pas de décès d'un André Gugumus en 1896 ou 1897 à Nancy.

## Les horlogers Gugumus frères

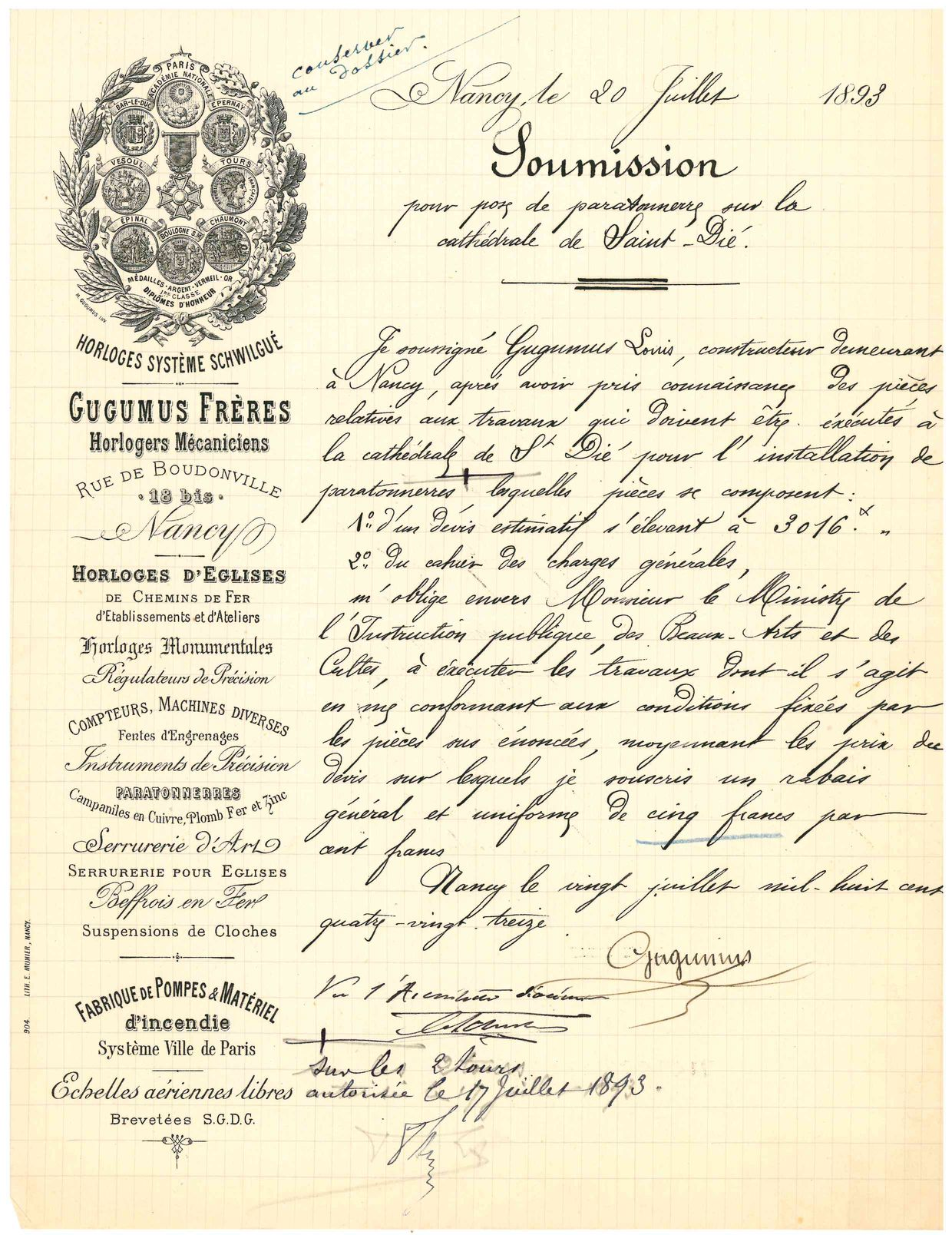

### Formation dans l'entreprise Ungerer
L'ouvrage Exposé des travaux de la chambre de commerce de Strasbourg de mai 1867 à mai 1869 (Strasbourg, imprimerie de veuve Berger-Levrault, 1869, sur Google Livres) indique page 47 que l'un des frères (certainement Modeste) a été envoyé à l'exposition universelle de Paris en 1867 :
« La Chambre, voulant faciliter à quelques ouvriers capables et méritants les moyens de visiter l'Exposition universelle, a voté une somme de 500 francs, destinée à subvenir à leurs frais de voyage et de séjour à Paris. --- Après avoir pesé les titres respectifs des candidats, et s'être entourée de renseignements sur la conduite et la capacité de chacun d'eux, la Chambre a arrêté son choix sur les jeunes gens dont les noms suivent : MM. J. Wittmann, contremaître mécanicien, chez MM. Kolb frères ; M. Gugumus, horloger-mécanicien, chez MM. Ungerer frères ; A. Defoix, ouvrier carrossier, chez Mad. veuve Krentz ; Th. Wagner, commis architecte, chez MM. Rœthlisberger et Seyboth ; et de plus, un contremaître de la filature de MM. Hartmann et Reichhard, à Erstein.
À leur retour, ces jeunes gens ont adressé à la Chambre des rapports individuels sur le résultat de leur visite. »

### Association avec A. Wehrlin
Les premières horloges Gugumus (par exemple celle de Willgottheim) semblent avoir été construites en association avec A. Wehrlin, qui a peut-être procuré des fonds. A. Wehrlin était sans doute François Antoine Wehrlin, un petit-fils de Jean-Baptiste Schwilgué.

### Horloges d'édifice Gugumus
Certaines des horloges Gugumus sont exposées.

#### Horloges Gugumus installées et datées (ordre chronologique)
- Lepuix Gy (1870) (Territoire de Belfort) : horloge restaurée par Gérard Guilbaud, cf. http://www.patrimoine-horloge.fr/ah-lepuix-gy.html
- Willgottheim (1872) (Bas-Rhin) : horloge exposée (restaurée par l'entreprise Heimlich), cf. http://archeus.virtua.club.fr/patrimoine2.htm
- Reichstett (1875) (Bas-Rhin) : horloge exposée en mairie (restaurée par l'entreprise Heimlich), cf. http://reichstett.ke0.fr/site/index.php/ancienne-horloge
- Breitenau (1877) (Bas-Rhin) : horloge motorisée en 1949 (photographie en page 155 de l'Annuaire de la Société d'Histoire du val de Villé, année 2006)
- Vézelois (1880) (Territoire de Belfort) : horloge restaurée par Gérard Guilbaud en 2008 (cf. L'Alsace du 17 juin 2008 et http://www.patrimoine-horloge.fr/AH-Vezelois.htm)
- Bergbieten (1881) (Bas-Rhin) : horloge restaurée et exposée à la mairie (restauration réalisée en 2006 par Eugène Simon, adjoint au maire) ; cette horloge était jadis entretenue par l'horloger Ganter de Molsheim ; quelques informations complémentaires figurent dans le bulletin communal numéro 30 de 2006, cf. http://www.cc-porteduvignoble.fr/upload/bulletin_com_6118.pdf)
- Gondreville (ca. 1882) (Meurthe-et-Moselle) : église Notre-Dame de l'Assomption, payée 2 900 francs, réparée en 1924, tandis que son cadran et son mouvement ont été restaurés plus récemment[8]
- Maisey-le-Duc (1883) (Côte-d'Or) : horloge en cours de restauration (fin 2008)[9],[10]
- Orquevaux (1883) (Haute-Marne) : horloge exposée dans l'église depuis 2011
- Gy (Haute-Saône) (1883): horloge restaurée en 2010 par l'AFAHA[11]; cette horloge n'a semble-t-il été installée qu'en 1886 ; sa restauration est décrite dans la revue Horlogerie ancienne, numéro 68, décembre 2010.
- Joncherey (1884) (Territoire de Belfort) : horloge en possession d'un collectionneur (http://www.my-time-machines.net/gugumus_freres_detail.htm) L'horloge a été vendue 600 euros par la municipalité vers 2001-2008.
- Fêche-l'Église (1889) (Territoire de Belfort) : horloge restaurée par Gérard Guilbaud en 2009, cf. http://www.patrimoine-horloge.fr/AH-Feche_leglise.htm
- La Grande-Fosse (Vosges) (1891) : horloge de l'église Saint-Gondelbert ; cette horloge avait été achetée 1800 F ; elle est mentionnée dans l'inventaire général du patrimoine culturel ;
- Padoux (1893) (Vosges) : cette horloge existe-t-elle encore ? cf. http://pagesperso-orange.fr/san.antonio/clocher.htm
- Seigneulles (1896) (Meuse) : horloge de la mairie-école (rouage de mouvement, un seul rouage de sonnerie 8 jours à gauche du mouvement, pas de moteurs en 1999, avec plaque) ; cette horloge est mentionnée et en photographie dans le volume 2, page 1090, de l'ouvrage Le Patrimoine des communes de la Meuse, 1999.
- Thorey (Thorey-Lyautey depuis 1936) (1896) (Meurthe-et-Moselle) : horloge de l'église.
- Fontenoy-la-Joûte (1897) (Meurthe-et-Moselle) : cette horloge existe-t-elle encore ?
- La Neuville-au-Pont (1901) (Marne) : voir Le Petit Journal de Sainte-Ménehould et ses voisins d'Argonne, numéro 52, 2011
- Naves (1903) (Nord) : horloge posée le 10 avril 1903 ; cette horloge existe-t-elle encore ?
- Les Charmontois (1903) (Marne) : horloge de l'église
- Portieux (ca. 1912) (Vosges) : cette horloge existe-t-elle encore ?
- Raon-l'Étape (probablement 1920) (Vosges) : horloge de l'église Saint-Luc
- Lissey (1922) (Meuse) : horloge de l'église
- Ville-sur-Yron (1924) (Meurthe-et-Moselle) : horloge de la mairie
- Sillery (1925) (Marne) : horloge de l'église, rachetée par l'entreprise Bodet vers 1970, qui l'aurait installée à Trémentines

#### Horloges Gugumus installées, mais non datées
- Baltzenheim (Haut-Rhin) : l'horloge de l'église paroissiale Saint-Michel était sans doute une horloge Gugumus (existe sans doute encore)
- Florimont (Territoire de Belfort) : horloge restaurée par Gérard Guilbaud, cf. http://www.patrimoine-horloge.fr/AH-Florimont.htm
- Kruth (Haut-Rhin) : ancienne horloge de l'église
- Villers-sous-Pareid (Meuse) : horloge Gugumus, mais en réalité modèle Ungerer, probablement environ 1910 (rouage de mouvement + un rouage de sonnerie, pas de moteurs en 1999) ; cette horloge est mentionnée et en photographie dans le volume 1, page 469, de l'ouvrage Le Patrimoine des communes de la Meuse, 1999.

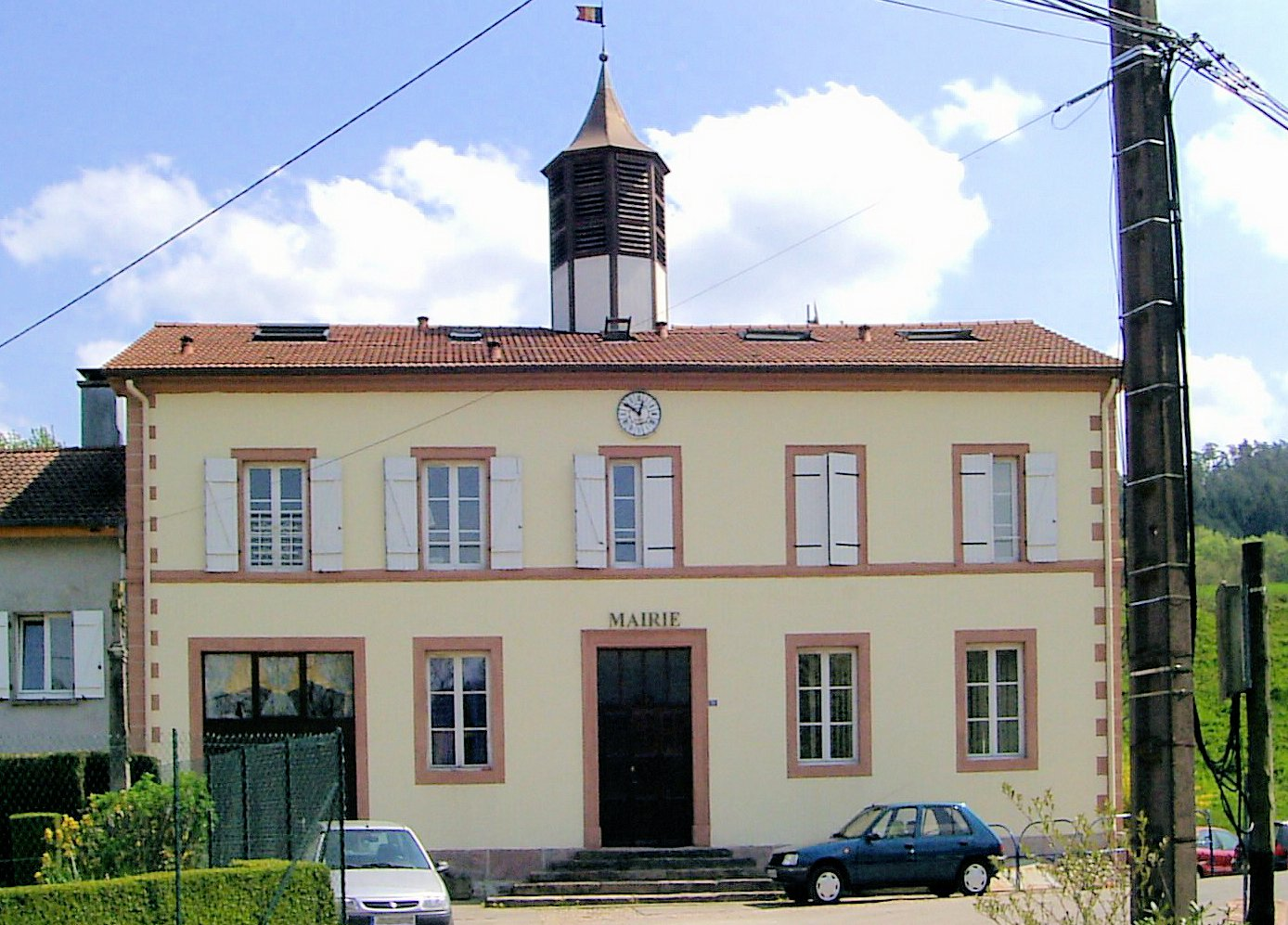
La mairie de Xamontarupt et son horloge Gugumus

- Longevelle-sur-Doubs (Doubs) : horloge du temple (le rouage de mouvement seul est exposé en mairie, les rouages de sonnerie ayant probablement été laissés dans le grenier du temple) ; l'horloge a apparemment été restaurée en 2009, cf. L'Alsace du 15 mai 2009. http://www.lalsace.fr/fr/permalien/article.html?iurweb=1164403
- Dannemarie (Haut-Rhin) : horloge de l'église
- Frizon (Vosges) : horloge de l'église exposée au musée agraire du village[12],
- Xamontarupt (Vosges) : horloge de la mairie.

#### Horloges Gugumus incertaines
Les lieux suivants comportent ou comportaient peut-être une horloge Gugumus, mais c'est à vérifier.
- collège épiscopal de Zillisheim (Haut-Rhin) : peut-être une horloge installée en 1868, cf. Paul Sauner, Le Collège de Zillisheim : 125 ans d'existence, 1996, page 77.
- Laxou (Meurthe-et-Moselle) : peut-être une horloge Gugumus
- Genevrieres (Haute-Marne) : source ???

## Autres activités

### Paratonnerres
L'entreprise Gugumus frères construit et installe des paratonnerres (cathédrale de Saint-Dié en 1893 par exemple).

### Matériel de sauvetage (échelle de pompier)

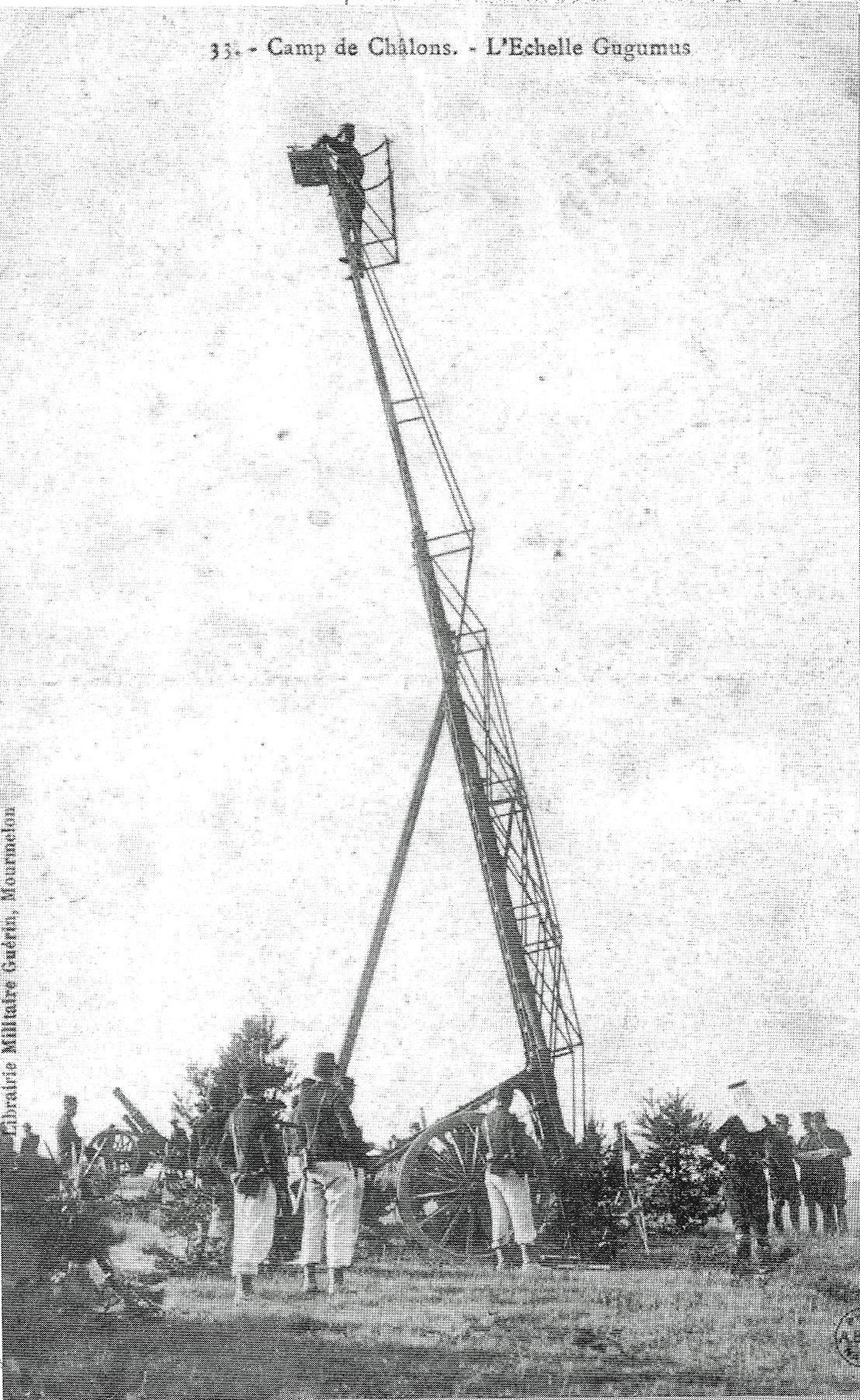
En démonstration au camp de Châlons.

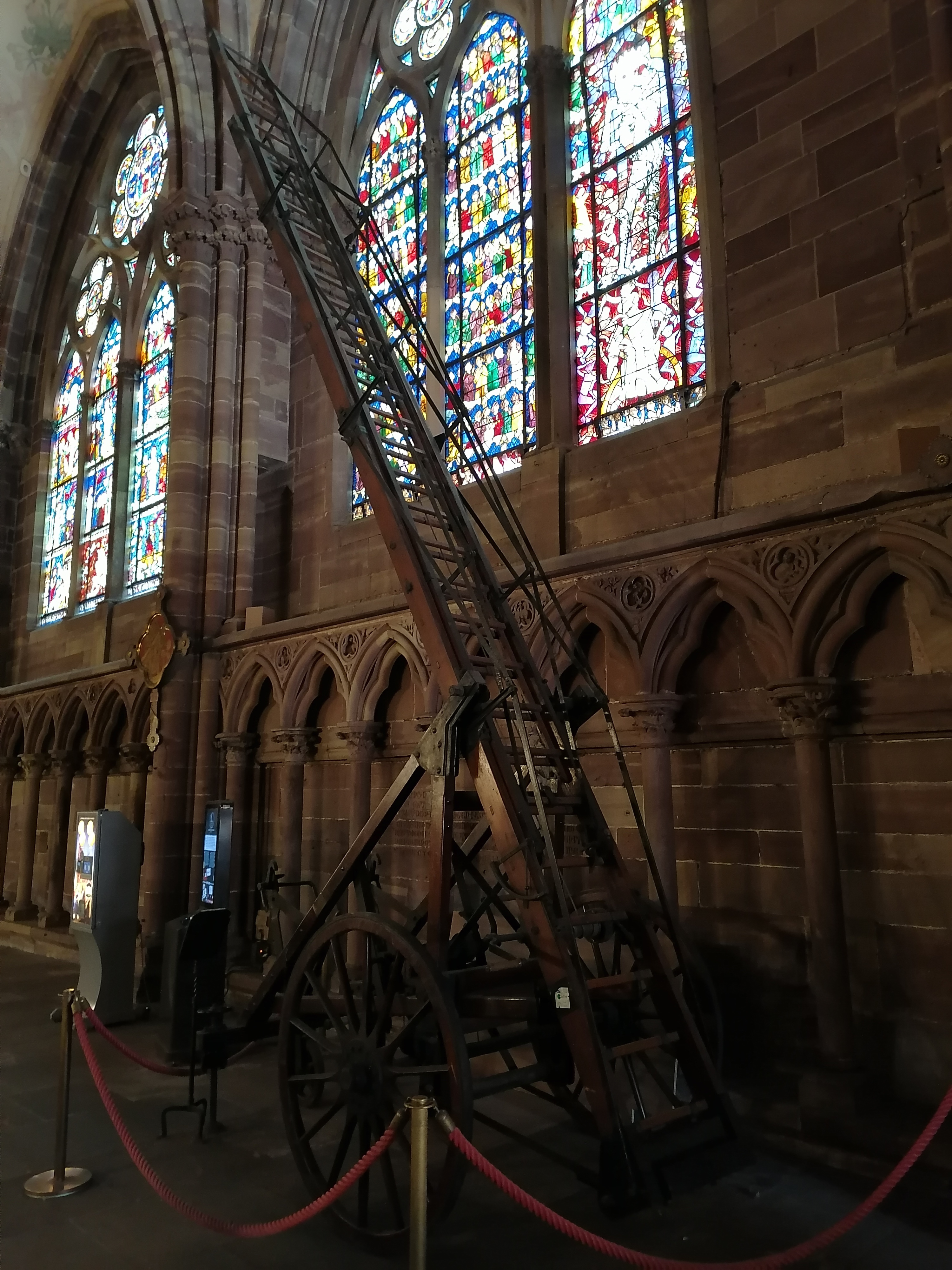
Échelle conçue par les frères Gugumus exposée dans la Cathédrale Notre-Dame de Strasbourg

Gugumus commença à fabriquer des échelles de pompier avant 1900.
- Brevet numéro 200906 du 26 septembre 1889 pour une échelle aérienne
- Le service incendie de la ville de Paris vers 1900 : http://rbmn.waika9.com/Photos_Pompiers_1900_01.html
- Historique des sapeurs-pompiers de Nancy : http://www.sdis54.fr/article.php3?id_rubrique=178
- Musée des pompiers de Firminy : http://www.forez-info.com/encyclopedie/nous_sommes_alles.../visiter_le_musee_des_pompiers_de_firminy_86.html

De par sa souplesse de déploiement, l'artillerie en fit un usage pour le repérage des tirs tout au long de la Première Guerre mondiale.

### Matériel de cordage
Les frères Gugumus sont mentionnés page 23 des comptes rendus du « Congrès international de sauvetage » tenu en juin 1889 à Paris (comme partie de l'Exposition Universelle Internationale de 1889), et publiés dans la « Bibliothèque des annales économiques », Paris, 1890. cf. internet archive

## Anecdotes
Le Journal des instituteurs et des bibliothèques scolaires du 17 août 1873 (16e année, numéro 34) rapporte page 512 au sujet de l'évacuation des Allemands après la guerre de 1870 :
« Le drapeau tricolore qui flotte sur l'église Saint-Epvre, à Nancy, depuis l'évacuation, il a été arboré par un vaillant Alsacien, M. Gugumus, horloger-mécanicien à Strasbourg. Ce courageux citoyen, désireux de voir les couleurs françaises au plus haut clocher de Nancy, a gravi la tour, au péril de sa vie, en s'aidant de la branche du paratonnerre et des crochets qui garnissent la flèche. M. Gugumus était seulement de passage à Nancy. »
(source : http://www.inrp.fr/numerisations/journal-des-instituteurs/Fascicules/1873/INRP_JDI_18730817_FA.pdf)